# Berthold Seitz

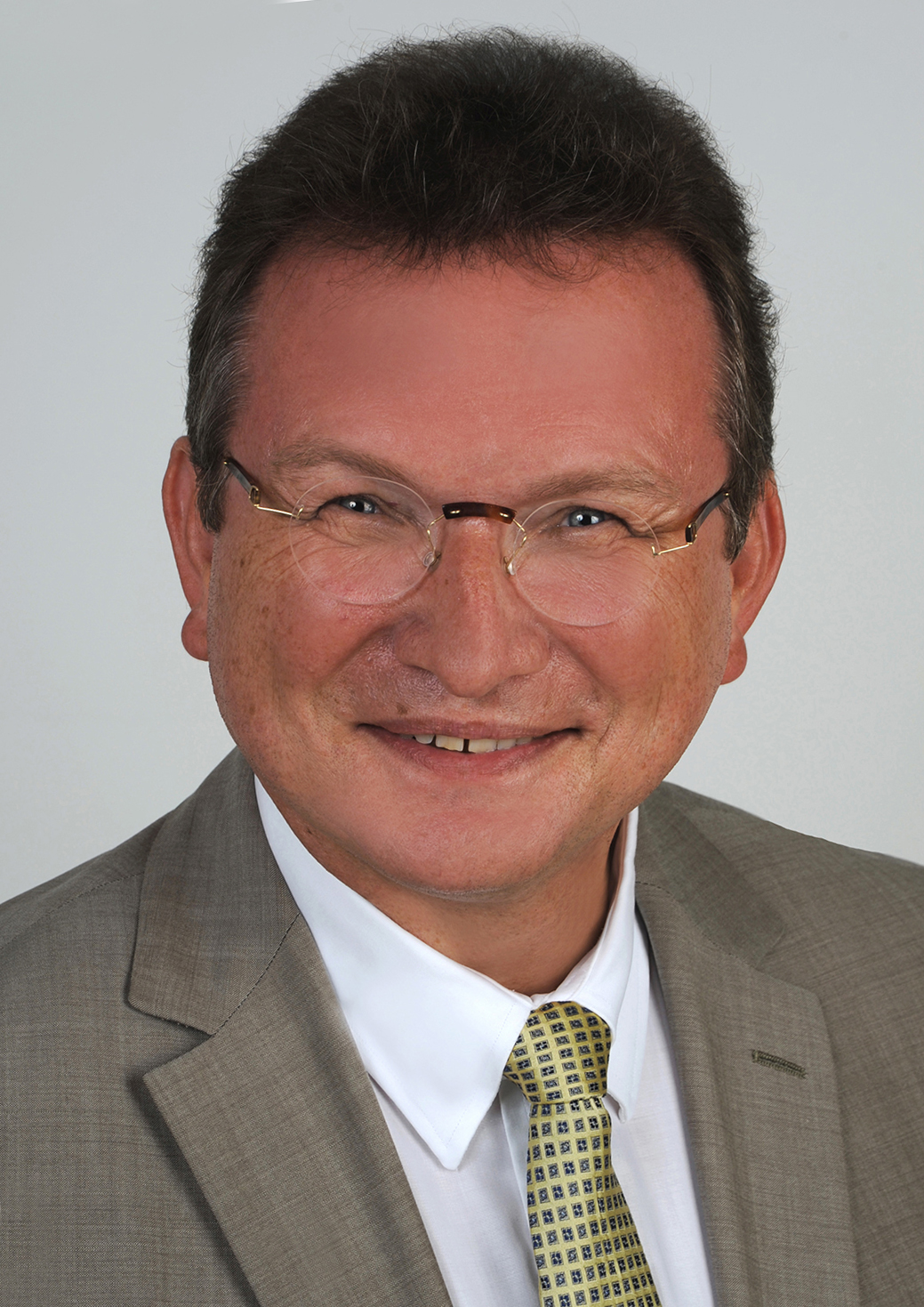
Berthold Seitz

Berthold Seitz (* 25. Juni 1962 in Schwarzenbach bei Bärnau) ist ein deutscher Ophthalmologe, Universitätsprofessor und Direktor der Klinik für Augenheilkunde und Hochschulambulanz am Universitätsklinikum des Saarlandes (UKS). Er ist bekannt für seine wissenschaftlichen Beiträge auf den Gebieten Hornhauttransplantation (hier insbesondere Methoden zur Minimierung des postoperativen Astigmatismus), Kataraktchirurgie und Kunstlinsen-Berechnung nach refraktiver Hornhautchirurgie sowie Techniken der Amnionmembrantransplantation und deren histologische Integrationsmuster in die Hornhaut.

## Leben
Seitz studierte Humanmedizin an der Friedrich-Alexander-Universität Erlangen-Nürnberg von 1981 bis 1988. 1987 erhielt er ein „Stipendium für besonders Begabte“ gemäß dem Bayerischen Begabtenförderungsgesetz. 1988 erhielt er die Approbation als Arzt. 1993 erhielt er die Facharztanerkennung für Augenheilkunde in München. 1996 absolvierte er das European Board of Ophthalmology Examen in Paris (FEBO). Seitz wurde 1989 mit „magna cum laude“ zum Dr. med. an der Universität Erlangen-Nürnberg promoviert (Thema: Früh- und Spätergebnisse bei 222 chirurgischen Rekonstruktionen einer Arteria carotis interna bei Vorliegen eines kontralateralen Interna-Verschlusses unter Berücksichtigung der präoperativen Symptomatik).
Den klinischen und wissenschaftlichen Werdegang begann Seitz 1989 als Stabsarzt der Bundeswehr in Amberg, danach als Wissenschaftlicher Mitarbeiter/Assistenzarzt an der Augenklinik mit Poliklinik der Universität Erlangen-Nürnberg und Mitarbeiter am dortigen ophthalmopathologischen Labor. 1995 erhielt er ein DFG-Stipendium und war Research-Fellow in Cornea and Refractive Surgery am Doheny Eye Institute, University of Southern California School of Medicine, Los Angeles. 1996 wurde er Oberarzt an der Augenklinik mit Poliklinik der Universität Erlangen-Nürnberg und dort Leiter der Allgemeinen Poliklinik. Seit 1993 etablierte und leitete Seitz die Hornhautsprechstunde und seit 1996 die Sprechstunde Refraktive Chirurgie in Erlangen. Seit 2000 leitete er die Kornea-Bank Erlangen und wurde zudem Hauptoperateur für Keratoplastik. 1997 wurde Seitz gewähltes Mitglied im Wissenschaftlichen Beirat der Deutschen Transplantationsgesellschaft (DTG) für den Bereich Kornea. Seitz habilitierte sich 1999 für das Fach Ophthalmologie in Erlangen (Thema: Kurative nichtmechanische Chirurgie der Kornea). 2002 war Seitz Mitbegründer der Sektion Kornea in der Deutschen Ophthalmologischen Gesellschaft (DOG) und ist bis heute ununterbrochen ihr Sprecher. 2002 wurde er auf eine C3-Professur und Extraordinariat für Ophthalmologie an der Universität Erlangen-Nürnberg berufen. Von 2003 bis 2006 war Seitz ärztlicher Leiter des Projekts „Nichtmechanische Trepanation mittels kurzgepulstem Festkörperlaser bei der Hornhauttransplantation“. 2006 wurde er zum Direktor der Klinik für Augenheilkunde am Universitätsklinikum des Saarlandes befördert, wo er auch von 2007 bis 2012 als Landesarzt für Blinde und Sehbehinderte im Saarland fungierte. Unter Seitz erfolgte die Etablierung einer W3-Professur für Experimentelle Ophthalmologie in Homburg/Saar. Im Jahr 2012 wurde Seitz Mitglied der Nationalen Akademie der Wissenschaften Leopoldina. 2013 war Seitz Präsident der DOG. 2015 wurde er zum Vorsitzenden der Programmkommission der DOG gewählt.

## Wissenschaftlicher Beitrag
Das Spektrum der wissenschaftlichen Publikationen von Berthold Seitz umfasst folgende Schwerpunkte:
- Kornea-Transplantation (insbesondere Methoden zur Minimierung des postoperativen Astigmatismus)
- Kataraktchirurgie und Kunstlinsenberechnung nach refraktiver Hornhautchirurgie
- Akkommodative und torische Kunstlinsen bei der Katarakt-Chirurgie
- Nichtmechanische Chirurgie der Kornea mit Lasern
- Einsatz von Femtosekundenlasern am Auge
- Phototherapeutische Keratektomie (PTK)
- Hornhaut-Topographieanalyse/Hornhautrückflächenkrümmung (Keratometrie)
- Amnionmembran-Transplantation
- Applikation von autologem Serum am Auge
- Klassifikation von Hornhaut-Dystrophien
- Limbus-Stammzelltransplantation
- Photodynamische Therapie bei infektiöser Keratitis

## Mitgliedschaften in Editorial Boards und Scientific Edvisory Boards (Auswahl)
Seitz ist Mitglied zahlreicher Editorial Boards unter anderem Mitglied des Redaktionskomitees der Zeitschrift Der Ophthalmologe und Schwerpunktherausgeber der Klinischen Monatsblätter für Augenheilkunde. Er ist Mitglied im Editorial Advisory von Ophthalmology Times Europe sowie der Internationalen IC3D Kommission von Hornhautspezialisten zur Neuklassifikation der Hornhautdystrophien unter Berücksichtigung genetischer Aspekte und Mitglied im International Council of Ophthalmology (ICO) Residency Curriculum Revision Project. Seitz ist Mitherausgeber des Atlas of Ophthalmology.

## Mitgliedschaft in Fachgesellschaften (Auswahl)
- Deutsche Ophthalmologische Gesellschaft (DOG) seit 1989
- The Association for Research in Vision and Ophthalmology (ARVO) seit 1991
- Berufsverband der Augenärzte Deutschlands e. V. (BVA) seit 1992
- American Academy of Ophthalmology (AAO) seit 1997
- Deutsche Transplantationsgesellschaft (DTG) seit 1998
- European Association for Vision and Eye Research (EVER) seit 1998
- Arbeitsgemeinschaft Deutscher Hornhautbanken seit 2000
- Gründungsmitglied und Sprecher der Sektion Kornea (DOG) DOG Sektion Kornea in der DOG seit 2002
- International Society of Dacryology and Dry Eye (ISD&DE) seit 2003
- European Eye Bank Association (EEBA) seit 2003
- The Cornea Society seit 2004
- European Society of Cataract and Refractive Surgeons (ESCRS) seit 2008
- Deutsches Komitee zur Verhütung von Blindheit DKVB seit 03/2016
- EuCornea seit 06/2019
- Academia Ophthalmologica Internationalis seit Juli 2025[5]

## Auszeichnungen und Ehrungen (Auswahl)
Seitz erhielt zahlreiche nationale und internationale Auszeichnungen, darunter:
- Achievement Award of the American Academy of Ophthalmology „for contributions made to the Academy, its scientific and educational programs, and to ophthalmology“. Verliehen anlässlich der 104. Jahrestagung der American Academy of Ophthalmology 22.–25. Oktober 2000 in Dallas/Texas/USA; AAO Final Program, Seite 68
- Sicca-Forschungspreis 2005 des Ressorts Trockenes Auge im BVA „Tränenfilmbasierte Identifizierung und Therapie der Immunpathogenese des trockenen Auges (dysfunctional tear syndrome)“ verliehen anlässlich der Tagung der DOG 2005 (Cursifen C, Jacobi C, Dietrich T, Schlötzer-Schrehardt, Seitz B, Kruse FE)
- Distinguished Service Gold Medal 2010 for meritorious and exemplary services to ophthalmology. Verliehen anlässlich des Joint Meetings der XVIII Annual Conference of the Bombay the Ophthalmologists’ Association (BOA) und der VIII International Academy for Advances in Ophthalmology “Eye Advance 2010” Mumbai, Indien, 13.–15. August 2010
- DOC-Medaille in Silber 2010 für besondere Leistungen und besondere Verdienste für den Internationalen Kongress der Deutschen Ophthalmochirurgen und des Fachgebiets Ophthalmochirurgie. Verliehen anlässlich des 23. Internationalen Kongresses der Deutschen Ophthalmochirurgen in Hamburg am 21. Oktober 2010
- Wahl zum Mitglied der Deutschen Akademie der Naturforscher Leopoldina im August 2011[6][7]
- Landespreis Hochschullehre 2012 (2. Platz) für das Projekt „Augenblock“. Verliehen an Frau Käsmann-Kellner am 15. März 2013 in der Staatskanzlei in Saarbrücken
- Verleihung der Ryan-Belfort-Medal der American Brazilian Ophthalmological Association (ABOA) “to be awarded to outstanding leaders in Ophthalmology who have made major contributions to ophthalmic education and international cooperation”. Verliehen anlässlich des XXXVII Congresso Brasileiro / XXX Pan-American Congress, Rio de Janeiro, Brasilien, 7. August 2013
- Amber Cornea in Gold „for outstanding dissemination of knowledge of corneal diseases and in recognition of scientific, medical and teaching achievements“. Verliehen anlässlich des 7th International Symposiums „Advances in diagnosis and treatment of corneal diseases“, Wisla, Polen, 5.–7. März 2015
- Forschungspreis der DOC 2015. Verliehen am 13. Juni 2015 anlässlich des 28. Internationalen Kongresses der Deutschen Ophthalmochirurgen, Leipzig, 11.–13. Juni 2015
- DOC-Medaille in Silber 2015 für besondere Leistungen und besondere Verdienste für den Internationalen Kongress der Deutschen Ophthalmochirurgen und des Fachgebiets Ophthalmochirurgie. Verliehen anlässlich des 28. Internationalen Kongresses der Deutschen Ophthalmochirurgen in Leipzig am 12. Juni 2015
- Médaille d’Or Paul Chibret 2015 für besondere Verdienste in der Ophthalmologie und speziell in der Kooperation zwischen der deutschen und der französischen Augenheilkunde, wobei sich diese Kooperation auf europäische Belange der Augenheilkunde ausgedehnt hat. Verliehen anlässlich des 113. Kongresses der Deutschen Ophthalmologischen Gesellschaft in Berlin am 3. Oktober 2015
- Stephan J. Ryan Doheny Society of Scholars 2016. Verliehen anlässlich des Doheny Society of Scholars Annual Meeting, Los Angeles, 23. Januar 2016.[8]
- Seit Februar 2016 “Director of ICO-Fellowships”[9]
- Ernst-von-Bergmann-Plakette 2016 der Bundesärztekammer für “Verdienste um die ärztliche Fortbildung”. Verliehen vom Präsidenten der Saarländischen Landesärztekammer am 12. September 2016 in Saarbrücken
- Ehrenmitglied der Ungarischen Ophthalmologischen Gesellschaft seit 06/2018
- Ehrenmitglied der Polnischen Ophthalmologischen Gesellschaft seit 06/2018
- Landespreis Hochschullehre 2018 (1. Platz) für das Projekt „Task Force PJ Lehre / PJ Faculty der UdS“
- Ehrenmitglied der Union of Bulgarian Ophthalmologists seit 04/2019
- Visiting Professor der Universität von Belgrad/Serbien seit 11/2019
- Distinguished Visiting Professor of Teheran University of Medical Sciences at Farabi Eye Hospital seit 05/2021
- Mitglied der Academia Ophthalmologica Internationalis AOI seit 05/2024
- DOC-Medaille in Bronze 06/2024

## Patente
- Vorrichtung zur nichtmechanischen Trepanation bei Hornhauttransplantationen. Nennung als Erfinder (zusammen mit M. Küchle, A. Langenbucher, G.O.H. Naumann, E. Weimel).
- Europäisches Patent, Priorität DE/20.04.98/DEA 19817403. Anmeldung Nr. 99107826.2-2305 vom 20. April 1999.

## Publikationen
Seitz veröffentlichte 917 wissenschaftliche Artikel, Übersichtsarbeiten in Fachmagazinen und 136 Buchbeiträge (Stand Juli 2024)
- PubMed Publikationsliste B Seitz